# Lithops bromfieldii
Lithops bromfieldii es una especie de planta suculenta perteneciente a la familia  Aizoaceae que es nativa de Sudáfrica. 

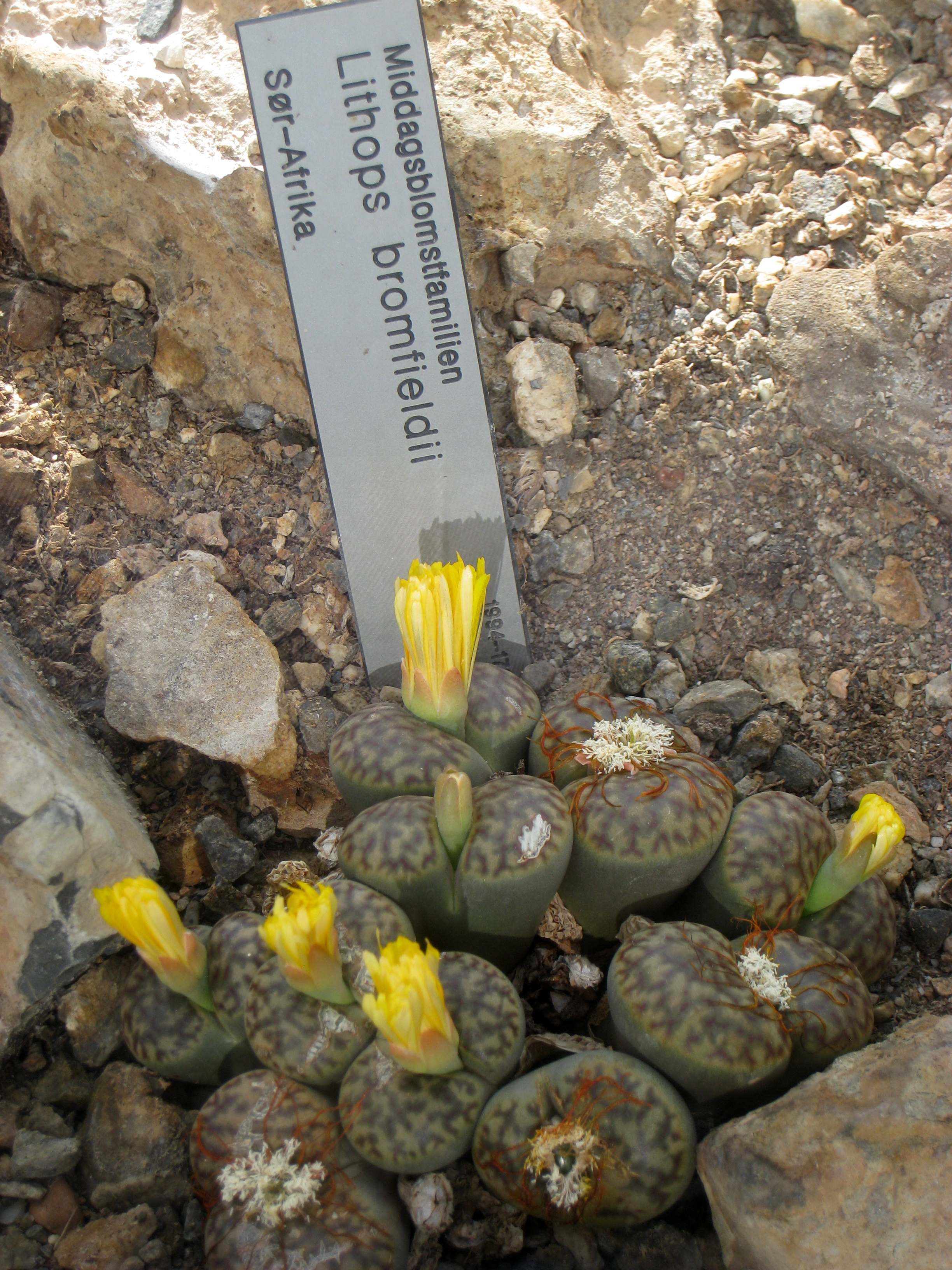
Vista de la planta en flor

## Descripción
Lithops bromfieldii es una  planta suculenta que se parece a las piedras cuando no está en flor. Forma grupos de dos hojas acopladas, divididas por una fisura por donde aparecen las flores. Cada par de hojas forman el cuerpo de la planta que tiene forma cilíndrica o cónica con una superficie plana. De la fisura entre las hojas brota, en periodo vegetativo, las nuevas hojas y en cuanto se abren, las antiguas se agostan. Es de color bronceado y marrón rojizo y puede florecer en el otoño con flores de color amarillo; existe la forma recesiva albiflora.

## Taxonomía
Lithops bromfieldii fue descrita por  Harriet Margaret Louisa Bolus, y publicado en Notes Mesembryanthemum 2: 452. 1934
Etimología
Lithops: nombre genérico que deriva de las palabras griegas: "lithos" (piedra) y "ops" (forma).
bromfieldii: epíteto otorgado en honor del botánico inglés William Arnold Bromfield.
Sinonimia
- Lithops bromfieldii var. glaudinae (de Boer) D.T.Cole
- Lithops glaudinae de Boer (1960)
- Lithops bromfieldii var. insularis (L.Bolus) B.Fearn
- Lithops insularis L.Bolus (1937)
- Lithops bromfieldii var. mennellii (L.Bolus) B.Fearn
- Lithops mennellii L.Bolus (1937)
- Lithops bromfieldii f. sulphurea Y.Shimada (1977)[2]